# Сьледзьова-Гута
Сьледзьова-Гута (пол. Śledziowa Huta) — село в Польщі, у гміні Нова Карчма Косьцерського повіту Поморського воєводства.
Населення — 63 особи (2011).
У 1975-1998 роках село належало до Гданського воєводства.

## Демографія
Демографічна структура станом на 31 березня 2011 року:
|          | Загалом | Допрацездатний вік | Працездатний вік | Постпрацездатний вік |
| -------- | ------- | ------------------ | ---------------- | -------------------- |
| Чоловіки | 29      | 7                  | 19               | 3                    |
| Жінки    | 34      | 15                 | 15               | 4                    |
| Разом    | 63      | 22                 | 34               | 7                    |